# ふわり!どんぱっち
『ふわり!どんぱっち』は、澤井啓夫による日本のギャグ漫画。『最強ジャンプ』（集英社）において、2012年1月号から2014年9月号まで連載され、その後『少年ジャンプ+』に移籍し、2014年9月22日（創刊日）から2015年8月3日まで『ほんのり!どんぱっち』と改めて連載された。略称は「ふわどん」。

## 概要
同作者の過去作品『ボボボーボ・ボーボボ』および『真説ボボボーボ・ボーボボ』（以下「原作」と表記）のキャラクター「首領パッチ」を主人公としたスピンオフ漫画であり原作からの小ネタも多いが、架空の現代日本の町を舞台とした設定やキャラクターの設定など、原作と異なる部分がある（いわゆるパラレルワールド）。
ジャンルは原作の「不条理ギャグ・バトルギャグ」から「日常系ほのぼのギャグ」に変わっており（単行本1巻裏表紙においてのあらすじ説明では「ふわり&ハジケの新感覚ギャグ」と書かれている）、これに合わせて絵柄も大幅に変更されている。

## 登場人物
首領パッチ
太陽か金平糖のような姿の謎の生物。
ビュティの家の2階に住み、大量にある奇怪な音の目覚ましで起床する。逃走用にビュティの部屋に盗聴器を仕掛ける。自室にはWiiらしきものを置いている。ゴミ捨て、お風呂そうじ、おつかい、用心棒の役目を持つ。いざという時の武器は「首領パッチソード」（ただのネギ）。1度アニメなどにハマるととことん夢中になり、ビデオデッキに録画、グッズ購入などもするが、飽きるのが早い。原作と比べトゲなどが柔らかみがある印象で、靴の形も変化する。ビュティ、パンコからは「首領パッチ君」と呼ばれる。「マスコット」の一種のようで、自らをスペシャルペットの完成形だと思っているがビュティからは否定される。1巻冒頭の登場人物紹介では、「ヒーローかと言うと否である…。」と書かれている。破天荒からは「他のマスコットとは性質が違う異質な存在」として疑問視されている。第18話でパンコを組員第1号としてハジケ組を結成。「チーパー」なる別人格を持つらしい。3巻で原作世界のボーボボに手紙を送っている。
ビュティ
首領パッチと幼い頃から一緒に暮らしている女の子。
首領パッチの役割以外の家事をこなす。ふわり中学校に通う14歳。好物は駅前シェルヌのいちごムースとハンバーガー。わがままな首領パッチにいつも手を焼き、日頃からストレスが溜まっている。首領パッチから「戦闘服」と称して渡された衣装（原作のヘソ出しの服装）を着用したとき、周りからの視線もあって恥ずかしがる。パンコからは「ビューちゃん」と呼ばれる。海外に行っている兄がいる。マスコットが世間に浸透する前から首領パッチを飼っているらしい。

### マスコット
首領パッチ
ビュティのマスコット。上記を参照。
ところ天の助
ユキのマスコット。ところてんで出来ている。体が切り裂かれようと直ぐに元通りになる。近所の家の郵便受けにところてんを押し込むという行為（今夜のお供にところてんキャンペーン）を行っていた事が原因で首領パッチと揉めたが、その後は悪友と言える関係になっている。
コパチ
パンコのマスコット。パンコいわく「友達を選ぶ」。原作の「コパッチ」に酷似している。自らを箱入りと言っており、外出時もリードらしきものをつけられている。首領パッチに憧れており、仲良く遊び合っている。
ハンペン
レムのマスコット。原作では身体があったが、今作では顔だけの姿をしている。
田楽マン
脇役として度々登場しているマスコット。2012年2月29日生まれ。ペットショップで売られていた時に可愛さをアピールしていたが首領パッチとレムに「ウザッ」と一蹴された。
デビルキャットちゃん
第1話に登場。ポコミがもらってきたマスコット。かわいらしい外見だが、正体は凶悪なバトルタイプのマスコット。首領パッチからは「自分で名前にちゃんを付ける」ところを馬鹿にされた。ヘッポコ丸を洗脳して首領パッチと戦うが、首領パッチソードの一撃で敗れる。その後第32話にて地下道で首領パッチと再会する。原作には登場していない。

### ビュティの友人
ヘッポコ丸
ビュティの友達の男の子。通称へっくん。サッカー部所属で、レギュラー。ビュティに淡い恋心を抱いており、ビュティ本人にはその想いに気づかれていないが、首領パッチにはバレている。首領パッチの世話役としてビュティに頼られている。ヘタレな面も度々見せ、その状態を首領パッチから「ヘッタレ丸」と呼ばれる。
パンコ
ビュティの友達で14歳。黒髪のロングヘアー（第7話のカラー扉絵では緑髪だった）。互いを「ビューちゃん」「パンちゃん」と呼び合う仲。実家はマスコットのエステサロン。リンとも付き合いが長く、性格をよく理解している。首領パッチいわく「ちょいジジくさいところがある」。首領パッチのようになりたいと思っており憧れているために、ついに第18話でハジケ組組員第1号となる。原作には登場していない。
リン
ビュティとパンコの友達で14歳。金髪ツインテール。ゲーマー歴10年で5DSという携帯ゲーム機でギャルゲーをする場面も見られる。また、大人気TCG「トリッキースター・アイドル」にはまっている（校則違反を犯して学区外に買いに行くほど）。動物が嫌いで、首領パッチとよく小競り合いをしているが、仲が悪いというわけでもなく、友達の誘いを蹴り一緒にカード屋に行った事もある。子供の頃から習い事の一環としてモデルの仕事もしている。インドア派で、萌え系のキャラクターに好みが偏っている。塾の友達にルビーやラムネ（ともに原作に登場）がいる。パンコ同様原作には登場していない。
ユキ
真説島小中学校から転校してきたビュティの後輩。髪型はショートカット。ところ天の助を飼っている。雨の日にふわり商店RX改で雨宿りをしていた所で首領パッチと出会った。転校してきたこともあり、友達が少なかったが、首領パッチを通じてビュティと仲良くなる。家がビュティ宅の向かいにある。スポーツ万能で、水泳もバドミントン（ほぼ未経験）も強い。ビュティに憧れている。原作に同名のキャラクターが登場しているが、容姿は異なる。
サキ
ユキの同級生。黒髪で三つ編み。両親がスポーツ選手。バドミントン部次期エースで県大会ベスト16の実力の持ち主だが、ほぼ経験無しのユキに完敗し自信喪失してしまう。勘違いしたまま突っ走る所がある。原作には登場していない。
ユウナ
ユキの同級生、初登場時はふわ毛のロングヘアーだったが、再登場時は外ハネ気味のロングに加え、リボン付きのカチューシャをしていた。おっとりしているが、サキの性格に鋭く突っ込みを入れる事もある。原作には登場していない。
アオイ
ビュティの友達。首領パッチを学校の班別レポートの映像に出すことを提案するなど彼を気に入っている様子だが、初対面のタイミングが悪かったために嫌われてしまう。原作には登場していない。

### その他
破天荒
「師匠（おやっさん）」にパンコのことを任されている青年。パンコの親が経営しているマスコットのエステサロン「ブーブブガーデン」のチーフ。首領パッチについて初対面の時に「クソナマイキなヤツ」と言っていたが、それ以降何かと気になる様子であり、パンコにもそれを見抜かれている。コパチに「自分好み」の奇抜なアレンジを加えたり、「マスコットは手を加えてなんぼ」という考え方をしている。パンコをいつもからかっていて、彼女を「からかいがいがある奴」と思っている。
ベーベベ
パンコの叔父。ブーブブガーデンの2号店に勤めている。
レム
首領パッチが毛狩町で知り合った女性。19歳。美大に通っている。首領パッチと初めて出会った場所がゴミ収集所だったため、彼からは「ゴミ女」と呼ばれる。やや口調が荒い。ハンペンを飼っている。
ソフトン
ビュティの兄。ずっと海外に行っていたため、ビュティとはスカイプで通話していた。台詞だけの登場で容姿は不明だが、首領パッチいわく「ロン毛サラサラ非のうちどころがねぇ野郎」。
ポコミ
ヘッポコ丸の妹。首領パッチのことを「パッチン」と呼ぶ。
ボボボーボ・ボーボボ
原作の主人公で、今作では番外編のみに登場。鼻毛を自在に操る「鼻毛真拳」の使い手。

## 用語
マスコット
近年、ペットとして人気を得ている未確認生物。基本的に会話ができる。作中では存在が普及してきているようで、人々の生活に馴染んでいる。新種も増えている。町に属する「指定マスコット」というものも存在する。
マスコット・ファイト
マスコット同士が戦う謎のシステム。
ふわり町
物語の主な舞台。「ふわりパーク」、「ふわり神社」、エステサロン「Bubb Garden」など様々な施設が存在する。
毛狩町
ふわり町の隣町。夏の一夜に町おこしの一環もかねて「マスコットと人とのふれあい」がテーマの花火付き縁日が開催されるが、かつてマスコットの町と言われた毛狩町も年々マスコットの数が減少し、来年開けるかどうかも怪しいらしい。名前の由来は原作の用語「毛狩り」。
ニャンゴロリ
架空のテレビアニメ。ネコのキャラクターが登場する。当初首領パッチはこのアニメに夢中だったが、第6話時点で飽きており、「あんなガキ向けアニメ　浅いから」「アレ猫しゃべってっから　ありえねぇから」と言う程になっていた。
あしゅら☆アシューラ
架空のテレビアニメ。作中で流行っていて、CMがよく流れているらしい。主人公は腕が6本ある「阿修羅」。「あしゅ☆アシュカフェ」という施設もある。物語はインドの聖伝がモチーフらしく、インド神話の知識を駆使したかなり難解な設定がある。

## 原作と異なる点
- 舞台設定が西暦300X年の架空の未来の地球から、架空の現代日本の町となっている。作者が「300X年に合わせたセンス」としている原作のビュティの服装が、作品世界のセンスに合わなくなっている。作中においてもビュティは「文化祭の演劇練習なんです」「よくわかんないけど近未来的なヤツの」と通行人に誤魔化している。さらにデビルキャットちゃんからは「コスプレ遊び」とまで言われた。その他原作の組織なども登場しない。真拳の存在も出てこない。
- 首領パッチが「ハジケ組」の親分という設定から、ビュティのマスコット（ペット）という設定になっている。そのため名前の「首領」の意味合いが薄れている[6]。ただしコパチはコパッチのように彼のことを「おやびん」と呼んだことがある。
- 破天荒が首領パッチを「おやびん」と呼んで慕っていない。
- 首領パッチのハジケぶりは原作と同様だが、特に「ハジケリスト」だとは言及されていない。
- 首領パッチは原作にて自称主人公であるが、本作では本当に主人公であるためそのような表現はない。また、原作では自称ヒロインでもありビュティをヒロインとして嫉妬しているが、本作では嫉妬しない。

## 書誌情報
澤井啓夫、集英社〈ジャンプ・コミックス〉
- 『ふわり!どんぱっち』、全3巻
  - 第1巻 2012年11月2日発売[集 1]、ISBN 978-4-08-870548-4
    - 巻末に描き下ろしが2ページある。世界観は原作そのままで、ボボボーボ・ボーボボ、首領パッチ、ところ天の助、ビュティが登場している。

  - 第2巻 2013年7月4日発売[集 2]、ISBN 978-4-08-870780-8
  - 第3巻 2014年6月4日発売[集 3]、ISBN 978-4-08-880065-3
- 『ほんのり!どんぱっち』、全1巻
  - 2015年8月4日発売[集 4]、ISBN 978-4-08-880526-9